# Bernarda Pera
Bernarda Pera (Zadar, 3 de diciembre de 1994) es una tenista profesional de nacionalidad estadounidense.
Bernarda ha ganado 11 títulos de individuales y 8 títulos de dobles en el circuito ITF. El 16 de enero de 2023,  alcanzó su mejor ranking individual el cual fue la número 41 del mundo. El 21 de febrero de 2022, alcanzó el puesto número 35 del mundo en el ranking de dobles. En julio de 2022 ganó su primer WTA 250, el Budapest, También consecutivamente ganó su segundo título WTA 250, el Hamburgo Open.

## Trayectoria
Bernarda ha jugado por primera vez el Abierto de Australia en 2018 llegando a 3a ronda de la fase previa tras derrotar a la veteranísima suiza Patty Schnyder en 1a ronda y a la rumana Irina Maria Bara en 2a ronda. En 3a ronda cayó en 2 sets ante la también suiza Viktoria Golubic.
Pese a ello, disfrutó del cuadro final debido a un Lucky Loser y lo aprovechó muy bien llegando hasta 3a ronda dónde finalmente cayó ante Barbora Strýcová.

## Títulos WTA (3; 2+1)

### Individual (2)
| Leyenda                                |
| -------------------------------------- |
| Grand Slam (0)                         |
| Juegos Olímpicos (0)                   |
| WTA Tour Championships (0)             |
| P. Mandatory & Premier 5, WTA 1000 (0) |
| Premier, WTA 500 (0)                   |
| International, WTA 250 (2)             |

| N.º | Fecha               | Torneos  | Superficie    | Oponente en la final | Resultado |
| --- | ------------------- | -------- | ------------- | -------------------- | --------- |
| 1.  | 17 de julio de 2022 | Budapest | Tierra batida | Aleksandra Krunić    | 6-3, 6-3  |
| 1.  | 23 de julio de 2022 | Hamburgo | Tierra batida | Anett Kontaveit      | 6-2, 6-4  |

### Dobles (1)
| Leyenda              |
| -------------------- |
| Grand Slam (0)       |
| Juegos Olímpicos (0) |
| WTA Finals (0)       |
| WTA 1000 (0)         |
| WTA 500 (0)          |
| WTA 250 (1)          |

| N.º | Fecha              | Torneos      | Superficie | Pareja             | Oponentes en la final          | Resultado           |
| --- | ------------------ | ------------ | ---------- | ------------------ | ------------------------------ | ------------------- |
| 1.  | 9 de enero de 2022 | Melbourne II | Dura       | Kateřina Siniaková | Tereza Martincová Mayar Sherif | 6-2, 6-7(7), [10-5] |

## Títulos ITF

### Individual (9)
| Leyenda             |   |
| ------------------- | - |
| Torneos de $100,000 |   |
| Torneos de $80,000  |   |
| Torneos de $60,000  |   |
| Torneos de $25,000  |   |
| Torneos de $15,000  |   |
| Torneos de $10,000  | - |

| títulos por superficie |
| ---------------------- |
| Dura (1)               |
| Arcilla (7)            |
| Hierba (0–0)           |
| Carpet (1)             |

| N.º | Fecha                   | Torneo                   | Superficie | Oponentes           | Resultado     |
| --- | ----------------------- | ------------------------ | ---------- | ------------------- | ------------- |
| 1.  | 23 de junio de 2013     | Alkmaar, Países Bajos    | Arcilla    | Natalija Kostić     | 6-1, 6-2      |
| 2.  | 30 de junio de 2013     | Breda, Países Bajos      | Arcilla    | Isabella Shinikova  | 6-4, 4-6, 6-0 |
| 3.  | 1 de septiembre de 2013 | Róterdam, Países Bajos   | Arcilla    | Amandine Hesse      | 1-6, 6-3, 7-5 |
| 4.  | 12 de abril de 2014     | Gloucester, Reino Unido  | Dura (i)   | Klaartje Liebens    | 6-3, 6-1      |
| 5.  | 29 de junio de 2014     | Breda, Países Bajos      | Arcilla    | Beatriz Haddad Maia | 6-1, 7-6      |
| 6.  | 13 de julio de 2015     | Imola, Italia            | Carpet     | Sherazad Reix       | 6-2, 6-3      |
| 7.  | 2 de julio de 2017      | Stuttgart, Alemania      | Arcilla    | Anna Zaja           | 6-4, 6-4      |
| 8.  | 17 de julio de 2017     | Olomouc, República Checa | Arcilla    | Kristýna Plíšková   | 7-5, 4-6, 6-3 |
| 8.  | 19 de mayo de 2019      | Trnava, Eslovaquia       | Arcilla    | Anna Blinkova       | 7-5, 7-5      |

### Dobles (8)
| Leyenda             |
| ------------------- |
| Torneos de $100,000 |
| Torneos de $80,000  |
| Torneos de $60,000  |
| Torneos de $25,000  |
| Torneos de $15,000  |
| Torneos de $10,000  |

| títulos por superficie |
| ---------------------- |
| Dura (1)               |
| Arcilla (7)            |
| hierba (0–0)           |
| Carpet (0–0)           |

| N.º | Fecha                | Torneos                  | Superficie | Pareja                | Oponentes                                            | Resultado        |
| --- | -------------------- | ------------------------ | ---------- | --------------------- | ---------------------------------------------------- | ---------------- |
| 1.  | 25 de agosto de 2013 | Enschede, Países Bajos   | Arcilla    | Sviatlana Pirazhenka  | Anna Katalina Alzate Esmurzaeva Rosalie van der Hoek | 6-2, 6-1         |
| 2.  | 13 de junio de 2014  | Amstelveen, Países Bajos | Dura       | Viktoriya Tomova      | Tatiana Búa Beatriz Haddad Maia                      | 6-0, 2-1, ret.   |
| 3.  | 22 de junio de 2014  | Alkmaar, Países Bajos    | Arcilla    | Beatriz Haddad Maia   | Charlotte van der Meij Mandy Wagemaker               | 6-1, 1-6, [10-5] |
| 4.  | 22 de junio de 2015  | Helsingborg, Suecia      | Arcilla    | Pemra Özgen           | Ekaterine Gorgodze Cornelia Lister                   | 6-2, 6-0         |
| 5.  | 10 de agosto de 2015 | Praga, República Checa   | Arcilla    | Kateřina Kramperová   | Miriam Kolodziejová Markéta Vondroušová              | 6-1, 1-6, [10-5] |
| 6.  | 25 de marzo de 2016  | Le Havre, Francia        | Arcilla    | Sabrina Santamaria    | Georgina García Pérez Diana Marcinkevica             | 6-2, 6-2         |
| 7.  | 1 de abril de 2017   | Pula, Italia             | Arcilla    | Lina Gjorcheska       | Prarthana Thombare Eva Wacanno                       | 6-2, 6-3         |
| 8.  | 15 de abril de 2017  | Pula, Italia             | Arcilla    | Georgina García Pérez | Cristiana Ferrando Camilla Rosatello                 | 6-4, 6-3         |